# De man met de ijzeren vuist
De man met de ijzeren vuist is het achtste album uit de stripreeks Blueberry van Jean-Michel Charlier (scenario) en Jean Giraud (tekeningen). Het album verscheen voor het eerst in 1971 bij zowel uitgeverij Lombard als uitgeverij Helmond.
Het album is het vervolg op Het ijzeren paard en vormt met Generaal Geelkop een cyclus van vier verhalen die gaan over de aanleg van de eerste oost-west spoorverbinding in de V.S. en de daarbij gepaard gaande problemen met de Indiaanse bewoners.

## Inhoud
De outlaw "Steelfingers" saboteert in opdracht van spoorwegmaatschappij de Central Pacific, de aanleg van het spoor van hun concurrent de Union Pacific. Door list en bedrog zet hij de indianen van de prairies van Wyoming en Colorado op tegen de blanken. Onder aanvoering van hun opperhoofden Red Claw, Sitting Bull en Crazy Horse hebben de indianen de Midwest in vuur en vlam gezet, kampen en stadjes zijn van de buitenwereld afgesneden. Het vooruitgeschoven kamp van generaal Dodge wordt belegerd. Het reddingsplan van Blueberry loopt door toedoen van Steelvingers uit op een bloedige overval op de trein, die de belegerde spoorwegbouwers moet ontzetten.

## Hoofdpersonen
- Blueberry, cavalerie luitenant
- Jim MacClure, oudere metgezel van Blueberry
- Red Neck, metgezel van Blueberry
- Generaal Dodge,
- Jethro Steelfingers, bandiet